# Tratado de Fontainebleau (1807)
O Tratado de Fontainebleau foi um diploma assinado em segredo por França e Espanha, no dia 27 de outubro de 1807.

## História
Em 1806, após ter fracassado na tentativa de invasão à Inglaterra, Napoleão Bonaparte decretou o Bloqueio Continental. Portugal, tradicional aliado da Inglaterra, negou-se a acatá-lo. Após intensa pressão diplomática, sem que obtivesse um claro rompimento das relações luso-britânicas, Napoleão decidiu invadir o território de Portugal.
Para isso, em termos de logística, as tropas napoleónicas necessitavam avançar por terra em território espanhol até ao território português, dado que os mares eram controlados pelas embarcações da Marinha Real Britânica. Desse modo, a 27 de Outubro de 1807, o ministro espanhol Manuel de Godoy — o "Príncipe da Paz" —, e Napoleão Bonaparte firmaram um tratado secreto em Fontainebleau, na França, por cujos termos estabelecia-se a divisão de Portugal conquistado e suas dependências por ambos os signatários. Complementarmente era permitida a passagem de tropas francesas pelo território espanhol a fim de invadir Portugal.

## Conteúdo do Tratado de Fontainebleau
O Tratado Secreto entre a Espanha e a França assinado em Fontainebleau a 27 de Outubro de 1807 tem o seguinte texto:
Nós Napoleão, pela graça de Deus e da Constituição, Imperador dos Franceses, Rei da Itália e Protector da Confederação do Reno, tendo visto e examinado o tratado, concluído, arranjado e assinado em Fontainebleau, a 27 de Outubro de 1807, pelo general-de-divisão Michel Duroc, Grão-Marechal do Nosso Palácio, grão-cavaleiro da Legião de Honra, etc., em virtude de plenos poderes conferidos por nós para este fim, com D. Eugenio Izquierdo de Ribera y Lezaun, Conselheiro Honorário de Estado e da Guerra de Sua Majestade o Rei de Espanha, o qual também estava munido com plenos poderes pelo seu soberano, o qual tratado é na forma seguinte:
Sua Majestade o Imperador dos Franceses, Rei da Itália e Protector da Confederação do Reno, e Sua Majestade Católica o Rei da Espanha, desejando regular por comum com sentimento o interesse dos dois estados, e determinar a futura condição de Portugal, de maneira que seja consistente com a boa política de ambos os países; tem nomeado para seus ministros plenipotenciários, a saber: Sua Majestade o Imperador dos Franceses, Rei da Itália e Protector da Confederação do Reno, ao general de divisão Michel Duroc, Grão-Marechal do Palácio, grão-cavaleiro da Legião de Honra; e Sua Majestade Católica o Rei da Espanha, a D. Eugénio Izquierdo de Ribera y Lezaun, seu Conselheiro Honorário de Estado e da Guerra, os quais ministros, havendo ambos mutuamente trocado os seus plenos poderes, concordaram no seguinte: 
- Artigo 1. — A província de Entre Douro e Minho, com a cidade do Porto, se trespassará em plena propriedade e soberania para Sua Majestade o Rei da Etrúria, com o título de Rei da Lusitânia Setentrional. 
- Artigo 2. — A província do Alentejo e o reino dos Algarves se trespassarão em plena propriedade e soberania para o Príncipe da Paz, para serem por ele gozados, debaixo do título de Príncipe dos Algarves. 
- Artigo 3. — As províncias da Beira, Trás-os-Montes e Estremadura portuguesa, ficarão por dispor até que haja uma paz, e então se disporá delas segundo as circunstâncias, e segundo o que se concordar entre as duas partes contratantes. 
- Artigo 4. — O Reino da Lusitânia Setentrional será tido pelos descendentes de Sua Majestade o Rei da Etrúria, hereditariamente e conforme as leis da sucessão, estabelecidas na família que ocupa o trono da Espanha.
- Artigo 5. — O Principado dos Algarves será tido pelos descendentes do Príncipe da Paz hereditariamente e conforme as leis de sucessão estabelecidas na família que ocupa o trono da Espanha. 
- Artigo 6. — Se não houver descendentes ou herdeiros legítimos do Rei da Lusitânia Setentrional ou do Príncipe dos Algarves, se disporá por investidura do Rei de Espanha, de maneira que nunca se unirão debaixo de uma só cabeça, nem se anexarão à coroa de Espanha. 
- Artigo 7. — O Reino da Lusitânia Setentrional e o Principado dos Algarves reconhecerão como protector Sua Majestade Católica o Rei de Espanha, e em nenhum caso os soberanos destes países farão paz ou guerra sem o seu consentimento. 
- Artigo 8. — No caso de que as províncias da Beira, Trás-os-Montes e Estremadura portuguesa, tidas em sequestro, se devolvam na paz geral à Casa de Bragança, em troca de Gibraltar, Trindade e outras colónias, que os ingleses têm conquistado à Espanha e seus aliados, o novo soberano destas províncias terá, relativamente a Sua Majestade Católica o Rei de Espanha, as mesmas obrigações que tem o Rei da Lusitânia Setentrional e o Príncipe dos Algarves, e as terá debaixo das mesmas condições. 
- Artigo 9. — Sua Majestade o Rei da Etrúria, cede o Reino da Etrúria em plena propriedade e soberania a Sua Majestade o Imperador dos Franceses e Rei da Itália.
- Artigo 10. — Assim que as províncias de Portugal forem definitivamente ocupadas, os diferentes príncipes que as devem possuir nomearão mutuamente comissários para verificar os seus limites naturais.
- Artigo 11. — Sua Majestade o Imperador dos Franceses e Rei da Itália, garante a Sua Majestade Católica o Rei de Espanha, a posse dos seus domínios no continente da Europa, situados ao sul dos Pirenéus.
- Artigo 12. — Sua Majestade o Imperador dos Franceses e Rei da Itália obriga-se a reconhecer a Sua Majestade Católica o Rei da Espanha como Imperador das Duas Américas, quando tudo estiver pronto para Sua Majestade assumir este título, que pode ser, ou ao tempo da paz geral, ou o mais tardar três anos depois daquela época.
- Artigo 13. — As duas altas partes contratantes concordam mutuamente em uma igual divisão das ilhas, colónias e outras possessões ultramarinas de Portugal. 
- Artigo 14. — O presente tratado será tido em segredo. Será ratificado e trocado em Madrid dentro de vinte dias, o mais tardar, da data da sua assinatura.

— Dado em Fontainebleau, aos 27 de Outubro de 1807. = (Assinaturas) Duroc — E. lzquierdo.
— Aprovado no dia 29 de Outubro com selos por Napoleão, o Ministro dos Negócios Estrangeiros, Champagny e o Secretário de Estado, Maret.

## Convenção Anexa ao Tratado de Fontainebleau
Na sequência do Tratado de Fontainebleau foi assinada, na mesma data e local, uma Convenção Secreta entre a França e a Espanha tendo por fim a operacionalização da prometida ocupação e divisão de Portugal. É o seguinte o texto daquela Convenção Secreta:
- Napoleão, pela graça de Deus e da Constituição, Imperador dos Franceses, Rei da Itália e Protector da Confederação do Reno; tendo visto e examinado a convenção concluída, arranjada e assinada em Fontainebleau, aos 27 de Outubro de 1807, pelo general de divisão Michel Duroc, Grão-Marechal do Nosso Palácio, grão-cordão da Legião de Honra, etc., etc., em virtude dos plenos poderes que nós lhe conferimos, de uma parte; e da outra parte D. Eugenio Izquierdo de Ribera y Lezaun, Conselheiro Honorário de Estado e da Guerra de Sua Majestade o Rei de Espanha, igualmente munido com plenos poderes pelo seu soberano, o teor da qual convenção era o seguinte: 

- Sua Majestade o Imperador dos Franceses, Rei da Itália e Protector da Confederação do Reno, e Sua Majestade o Rei de Espanha, desejando entrar em um acordo relativamente à ocupação e conquista de Portugal, conforme as estipulações do Tratado assinado na data de hoje, têm nomeado, a saber: Sua Majestade o Imperador dos Franceses, Rei da Itália e Protector da Confederação do Reno, ao general de divisão Michel Duroc, Grão-Marechal do Seu Palácio, grão-cordão da Legião de Honra, e Sua Majestade Católica o Rei de Espanha, D. Eugénio Izquierdo de Ribera y Lezaun, seu Conselheiro de Estado Honorário e da Guerra, os quais, depois de haverem mutuamente trocado os seus plenos poderes, concordaram nos seguintes artigos: 
- Artigo 1 — Um corpo de tropas imperiais francesas de 25 000 homens de infantaria e 3 000 de cavalaria entrará em Espanha e marchará directamente para Lisboa; unir-se-ão a estas um corpo de 8 000 homens de infantaria espanhola, e 3 000 de cavalaria, com 30 peças de artilharia. 
- Artigo 2 — Ao mesmo tempo uma divisão de tropas espanholas, consistindo em 10 000 homens, tomará posse da província de Entre Douro e Minho e da cidade do Porto; e outra divisão de 6 000 homens, também de tropas espanholas, tomará posse do Alentejo e do reino dos Algarves. 
- Artigo 3 — As tropas francesas serão sustentadas e mantidas por Espanha, e o seu pagamento providenciado por França, durante o tempo empregado na sua marcha por Espanha. 
- Artigo 4 — Ao momento em que as tropas combinadas entrarem em Portugal, o governo e administração das províncias da Beira, Trás-os-Montes e Estremadura portuguesa (que devem ficar em estado de sequestro), serão investidos no general comandante das tropas francesas, e as contribuições impostas nas mesmas províncias serão em benefício da França. As províncias, que devem formar o Reino da Lusitânia Setentrional e o Principado dos Algarves, serão administradas e governadas pelos generais comandantes das divisões espanholas que entrarem nas mesmas, e as contribuições impostas nelas serão a benefício da Espanha. 
- Artigo 5 — O corpo central estará debaixo das ordens do comandante das tropas francesas, a quem também obedecerão as tropas espanholas unidas a este exército. Contudo se o rei da Espanha, ou o Príncipe da Paz, julgar conveniente ir ao exército, as tropas francesas com o general que as comandar, ficarão sujeitas as suas ordens. 
- Artigo 6 — Outro corpo de 40 000 homens de tropas francesas se ajuntará em Baiona, cerca dos 20 de Novembro próximo futuro ao mais tardar, estando pronto para entrar na Espanha, para o fim de marchar para Portugal, no caso em que os ingleses lá mandassem reforços, ou ameaçassem com um ataque. Este corpo adicional porém não entrará em Espanha até que as duas altas partes contratantes tenham concordado sobre este ponto. 
- Artigo 7 — A presente convenção será ratificada, e as ratificações trocadas ao mesmo tempo que o tratado desta data. 

— Dado em Fontainebleau, aos 27 de Outubro de 1807. = Duroc — E. lzquierdo.
— Aprovado no dia 29 de Outubro com selos por Napoleão, o Ministro dos Negócios Estrangeiros, Champagny e o Secretário de Estado, Maret.